# Peugeot 403
El Peugeot 403 es un automóvil del segmento D que fue producido por el fabricante francés Peugeot entre 1955 y 1966.

## Historia
El 403 hizo su debut en el estilo de carrocería tipo berlina el 20 de abril de 1955 en el Palacio del Trocadero en París. El 403 llamó la atención por su elegante línea, muy a la moda por entonces debido al ejemplo de los grandes automóviles estadounidenses. Esta misma estrategia habían seguido coches como el Simca Aronde, el Fiat 1400 y la gama pontón de Mercedes.
Estaba disponible en carrocerías berlina de cuatro puertas, cabriolet (descapotable) de dos puertas, familiar (introducido en 1958) de cinco puertas y pickup de dos puertas. Su motor tenía 1.5 litros, 1.3 litros en su versión 7CV fiscales (Introducida en 1960 al discontinuarse el 203) y 1.8 en la versión diésel (Introducida en 1958).
Se hizo famoso por ser el vehículo del teniente Colombo, de la serie de televisión que llevaba su nombre. La característica principal del Peugeot 403 de Colombo era su aparente lamentable estado de conservación y funcionamiento, aunque en realidad estaba en buen estado.
La distancia entre ejes fue alargada en 240 mm en las variantes de carrocería familiar y comercial. El familiar agregaba una tercera fila de asientos y fue descrito como de 7/8 plazas, mientras que el comercial ofrece una configuración de asientos más convencional de cinco plazas.
Las camionetas Peugeot (familiar, furgoneta y pickup) esencialmente contaban con su propio y único bastidor/plataforma, al menos desde el parabrisas hacia la parte trasera, con una distancia entre ejes incrementada para acomodar tres filas de asientos en el sentido de la marcha, y una notable eje/suspensión trasera que tenía una capacidad de carga (en la familiar) de más de 544 kg (1200 lbs) sin sacrificar nada de aquel famoso manejo suave francés. Durante más de cincuenta años estos Peugeot mitad - coche / mitad - camión hicieron una representación de sí mismos que no tiene igual.
El Peugeot 403 se fabricó en numerosos países. Dentro de Europa, se fabricó en Bélgica, Portugal e Irlanda; en África, en Sudáfrica y en Nigeria; en Oceanía, en Australia y en Nueva Zelanda. El fabricante local Volkswagen en Nueva Zelanda construyó 1033 Peugeot 403S en menos de cuatro años, a partir de marzo de 1960; en Asia se establecieron plantas en Malasia y Filipinas, y, por supuesto, también en América del Sur, en Chile, Uruguay y la Argentina.

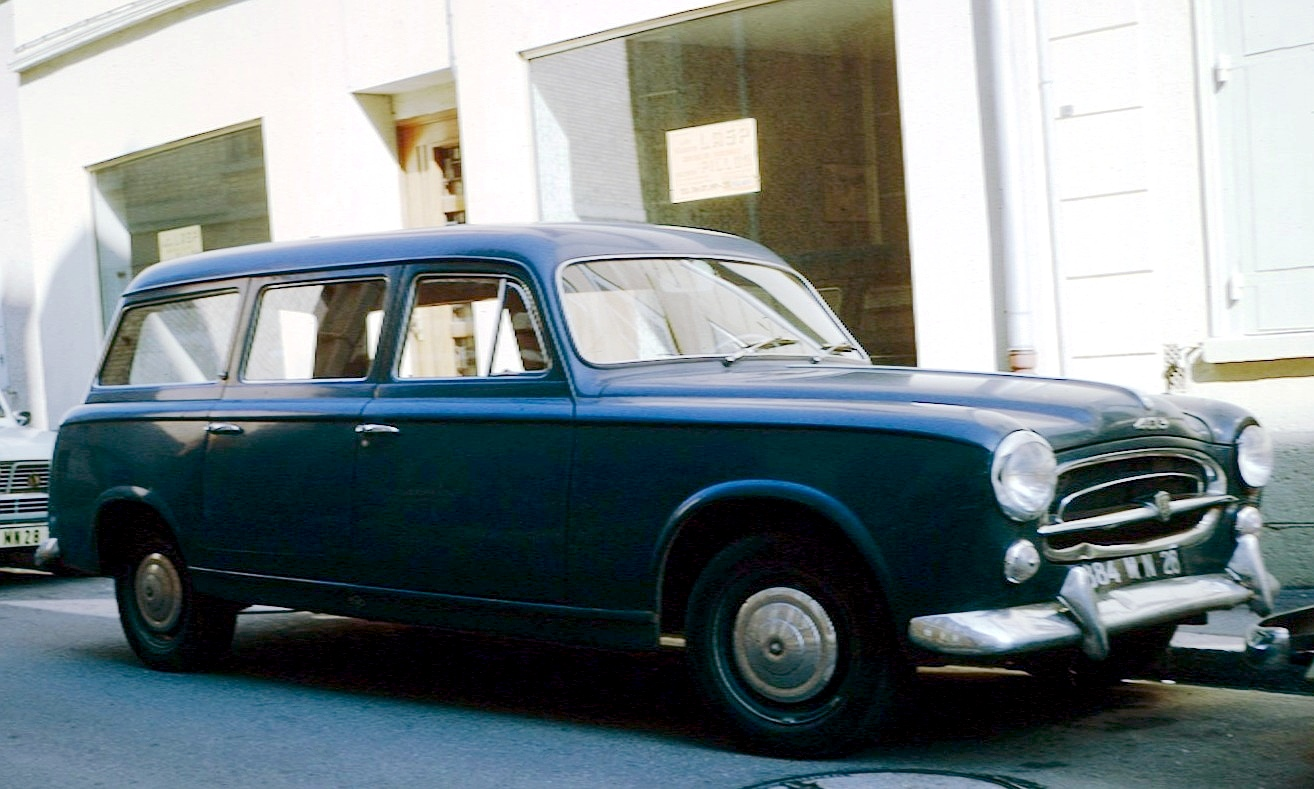
Peugeot 403 familiar
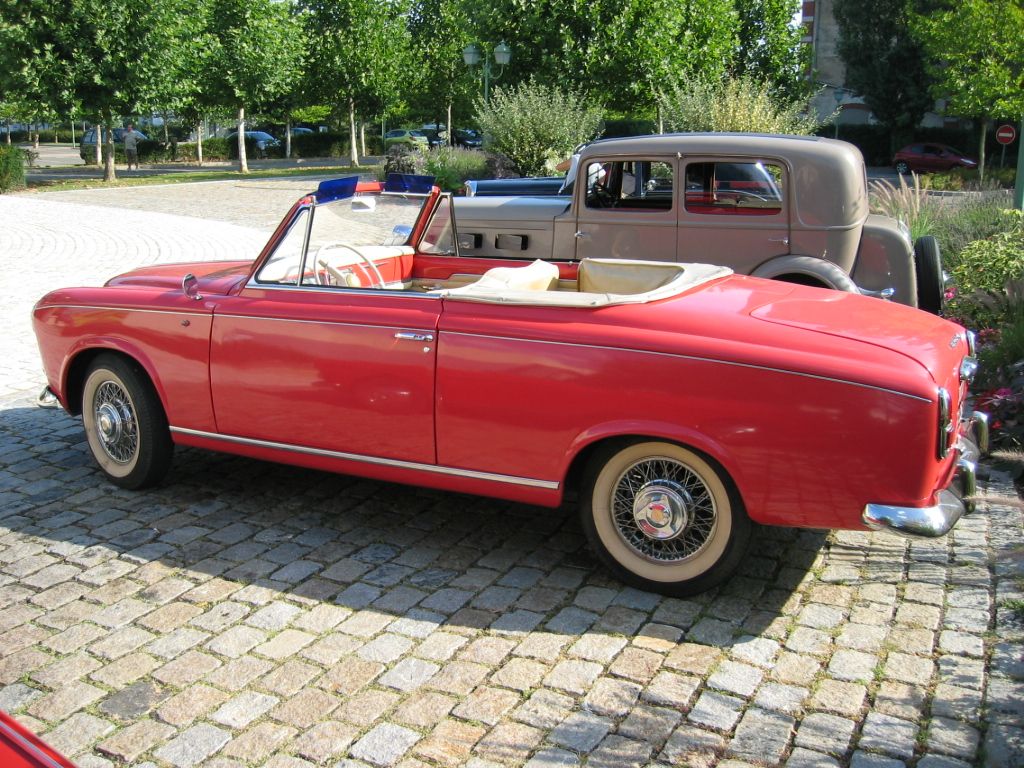
Peugeot 403 cabriolet
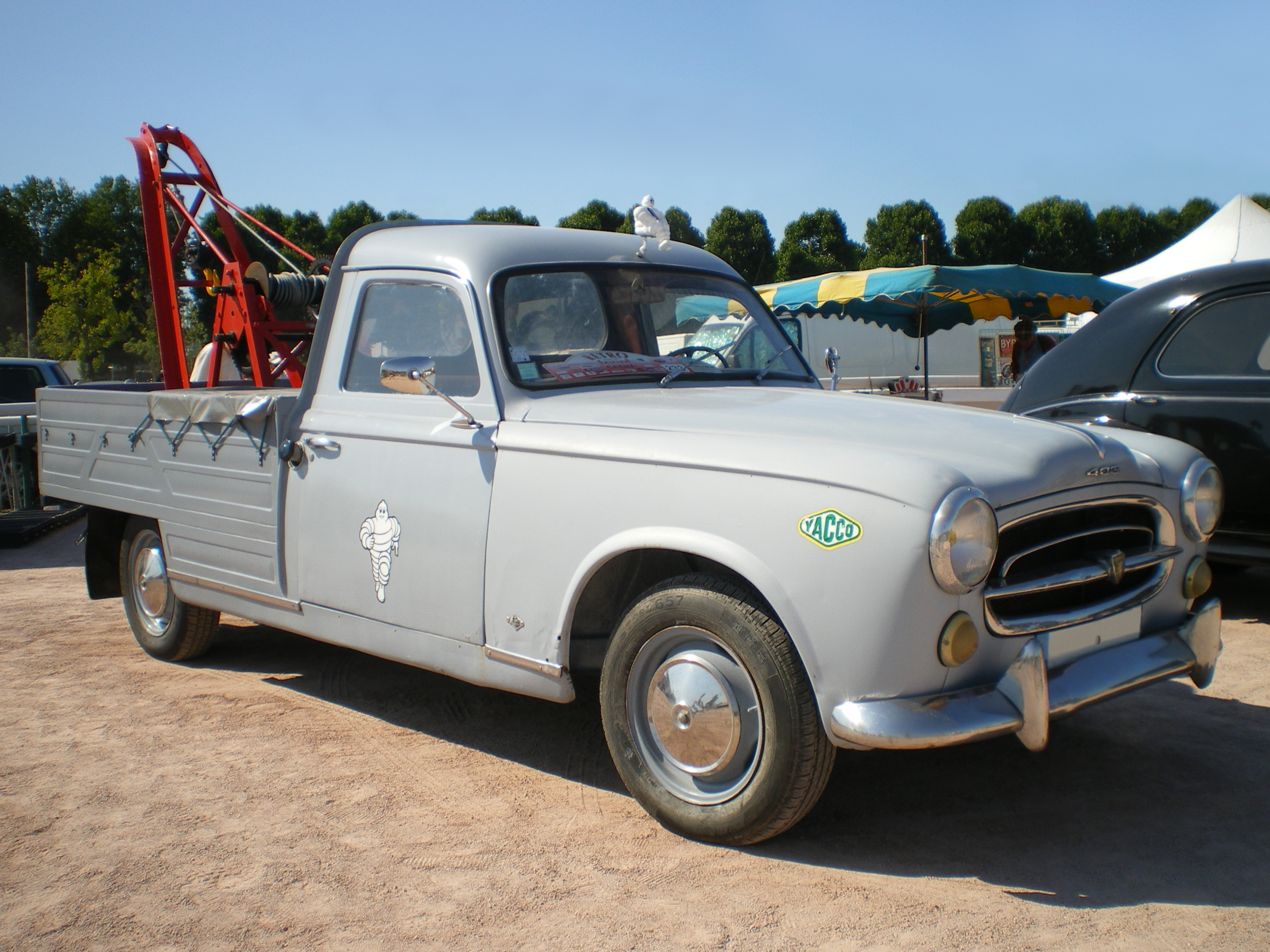
Peugeot 403 pickup

## El Peugeot 403 en Argentina
En 1956 se había dado forma a la sociedad D.A.P.A.S.A (Distribuidora Automóviles Peugeot Argentina S.A.) compuesta íntegramente por capitales argentinos, la cual se ocuparía de la importación de los automóviles. En 1957 aparecen los primeros 403 importados de Francia. Debido a su éxito, Peugeot otorgó a la empresa de capitales argentinos I.A.F.A. (Industriales Argentinos Fabricantes de Automóviles)  una licencia para armar ese modelo en el país en 1958, y, luego de dos años de ensamblaje, se iniciaron los proyectos de instalación de una planta de producción integrada. En 1958 se instala la fábrica S.A.F.R.A.R (Sociedad de Automóviles Franco Argentinos) en Berazategui, en el sur del Gran Buenos Aires, que en la década de los ‘80 se transformará en Sevel Argentina.
El 17 de noviembre de 1960 comienza su producción en serie en este país. En 1965, debido al cierre de IAFA por serios problemas aduaneros y judiciales a causa de un presunto contrabando de piezas componentes desde Francia, se procedió a su liquidación, no sin antes aceptar la oferta de Citroën, Peugeot y SAFRAR para continuar con la producción de los vehículos Peugeot, aunque es dejado de lado en la cadena de producción del 403, concentrándose en la producción del 404. Sin embargo, en 1967, SAFRAR decide producir la pickup 403, denominada «T4B». Este vehículo tenía la mecánica del 404 y llegó a ser exportado a Asia y África con motor diésel Indenor. Se fabricó hasta 1973 en carrocerías pickup, furgón, ambulancia, y exclusivo de Argentina pickup cabina doble.
A nivel deportivo, obtuvo títulos nacionales argentinos en manos de José Migliore y Ernesto Santamarina, y fue uno de los protagonistas principales del duelo Fiat - Peugeot que se disputaba en los campeonatos argentinos de turismo de la década de 1960.

## Cronología de la Serie 400
| Serie 400 | - 401 (1934) - 402 (1935) - 403 (1955) - 404 (1960) - 405 (1987) - 406 (1995) - 407 (2004) - 408 (2010) (excluyendo Europa) |